# Dorcasoides bilobus
Dorcasoides bilobus là một loài bọ cánh cứng trong họ Lucanidae. Loài này được Motschulsky mô tả khoa học năm 1856.